# Phalotris lemniscatus
Espèce
Synonymes
- Elapomorphus lemniscatus
Duméril, Bibron & Duméril, 1854
- Elapomorphus iheringi Strauch, 1884
- Elapomorphus trilineatus Boulenger, 1889
- Elapomorphus lemniscatus divittatus Lema, 1984
- Phalotris iheringi (Strauch, 1884)
- Phalotris divittatus (Lema, 1984)
- Phalotris trilineatus (Boulenger, 1889)

Statut de conservation UICN

 LC  : Préoccupation mineure
Phalotris lemniscatus  est une espèce de serpents de la famille des Dipsadidae.

## Répartition
Cette espèce se rencontre :
- au Brésil dans l’État du Rio Grande do Sul ;
- en Uruguay ;
- en Bolivie ;
- en Argentine dans les provinces de Corrientes et de Misiones.

## Description
C'est un serpent venimeux.

## Liste des sous-espèces
Selon The Reptile Database (2 septembre 2013) :
- Phalotris lemniscatus divittatus (Lema, 1984)
- Phalotris lemniscatus iheringi (Strauch, 1884)
- Phalotris lemniscatus lemniscatus (Duméril, Bibron & Duméril, 1854)
- Phalotris lemniscatus trilineatus (Boulenger, 1889)

## Publications originales
- Boulenger, 1889 : Description of a new snake and two new fishes obtained by Dr. H. von Ihering in Brazil. Annals and magazine of natural history, sér. 6, vol. 4, p. 265-267 (texte intégral).
- Duméril, Bibron & Duméril, 1854 : Erpétologie générale ou histoire naturelle complète des reptiles. Tome septième. Deuxième partie, p. 781-1536 (texte intégral).
- Lema, 1984 : Sobre o genero Elapomorphus Wiegmann, 1843 (Serpentes, Colubridae, Elapomorphinae). Iheringia, Série zoologia, vol. 64, p. 53-86 (texte intégral).
- Strauch, 1884 : Bemerkungen über die Schlangengattung Elapomorphus aus der Familie der Calamariden. Bulletin de l'Académie Impériale des Sciences de Saint Pétersbourg, sér. 3, vol. 29, p. 541-590 (texte intégral).